# Hans Ritter (General)
Hans Ritter (* 2. März 1893 in Harburg an der Elbe; † 21. Mai 1991 in München) war ein deutscher Offizier, zuletzt General der Flieger der Luftwaffe im Zweiten Weltkrieg.

## Leben
Beförderungen
- 1. April 1913 Fähnrich zur See
- 22. März 1915 Leutnant zur See
- 25. Dezember 1917 Oberleutnant zur See
- 1. April 1922 Kapitänleutnant
- 1. Mai 1930 Korvettenkapitän
- 1. September 1935 Fregattenkapitän
- 1. Oktober 1935 Oberstleutnant
- 1. April 1936 Oberst
- 1. Januar 1939 Generalmajor
- 1. November 1940 Generalleutnant
- 1. April 1942 General der Flieger

### Frühe Jahre und Erster Weltkrieg
Ritter trat am 1. April 1912 der kaiserlichen Marine bei, wo er zunächst seine infanteristische Grundausbildung erhielt. Anschließend diente er als Seekadett auf dem Schulschiff Hertha. Nach dem Besuch der Marineschule Mürwik und mehreren Fähnrichslehrgängen, kam Ritter mit Ausbruch des Ersten Weltkrieges auf den Kreuzer Friedrich Carl. Auf diesem verblieb er bis zu dessen Untergang am 17. November 1914. Im Januar 1915 wurde Ritter dem Linienschiff Hessen zugeteilt, wo er seine praktische Bordausbildung bis März 1915 fortsetzte. Im Anschluss hieran diente Ritter bis März 1916 auf dem Linienschiff Lothringen und wechselte sodann zu den Marinefliegern.
Dort absolvierte Ritter bis Mai 1916 eine Fliegerausbildung bei der I. Seefliegerabteilung und fand anschließend bis März 1917 Verwendung als Flugzeugführer bei der Seefliegerstation Angernsee im Kurland (I. Seefliegerabteilung). Von März bis Mai 1917 schulte Ritter an der Kampfeinsitzer-Schule in Danzig auf einen neuen Flugzeugtyp um. Danach flog er als Flugzeugführer bis März 1918 bei der Seefliegerstaffel Flandern II sowie bei der Seefrontstaffel Flandern. Im März 1918 wurde Ritter 2. Adjutant der I. Seefliegerabteilung; diese Dienststellung hatte über das Kriegsende hinaus bis Januar 1919 inne.

### Zwischenkriegsjahre
Nach der Demobilisierung der Seefliegerabteilung wurde Ritter im Januar 1919 zum Stationsleiter der Kampffliegerschule in Langfuhr ernannt. Nach dem Verbot des militärischen Flugwesens in Deutschland aufgrund des Versailler Diktakts wechselte Ritter zum 1. Oktober 1920 zur Reichsmarine zurück. Dort diente er bis September 1922 als Wachoffizier auf dem Kreuzer Hamburg. Am 1. Oktober 1922 wurde Ritter zum Kommandanten des Tenders Drache ernannt, welches er bis März 1923 führte. Während dieser Zeit, besuchte Ritter die Schiffsartillerieschule. Von April 1923 bis Juni 1926 fungierte Ritter als Referent für Flugwesen und Luftschutz in der Flottenabteilung im Marinekommandoamt der Marineleitung. Anschließend besuchte er bis Ende September 1939 zwei weitere Lehrgänge an der Marineschule Mürwik. Von Oktober 1926 bis Ende September 1928 war Ritter Wach- und 3. Artillerieoffizier auf dem Linienschiff Schleswig-Holstein. danach kehrte er zur Marineleitung zurück, wo er bis Ende September 1933 erneut als Referent für Flugwesen in der Flottenabteilung tätig war. Zum 1. Oktober 1933 wurde Ritter zum 5. Admiralstabsoffizier (für Flugwesen) im Flottenkommando ernannt; die Dienststellung hatte er auch beim Oberkommando der Marine bis zum 30. September 1935 inne.
Am 1. Oktober 1935 trat Ritter unter Ernennung zum Oberstleutnant zur Luftwaffe über. Hier fand er bis Ende März 1936 Verwendung als Kommandeur der Fliegerwaffenschule in Parow. Am 1. April 1936 wurde er zum Höheren Kommandeur der Fliegerschulen und der Fliegerersatzabteilungen im Luftkreis VI (See) ernannt, in welcher Funktion er zugleich Fliegerhorst-Kommandant von Warnemünde war.

### Zweiter Weltkrieg
Am 1. Februar 1939 stieg er dann zum General der Luftwaffe beim Oberbefehlshaber der Kriegsmarine auf. Hier fungierte er zugleich als Befehlshaber der Marinefliegerverbände sowie zeitweilig als Inspekteur der Seeflieger im Reichsluftfahrtministerium. Am 19. September 1944 wurde er in die Führerreserve versetzt, aus der er Ende Januar 1945 durch Ruhestandseintritt mit Wirkung zum 31. Januar 1945 aus dem Wehrdienst ausschied. Am 3. Juli 1945 wurde Ritter von der Roten Armee verhaftet und in einem Verfahren zu 25 Jahren Zwangsarbeit verurteilt. Er wurde am 9. Oktober 1955 vorzeitig aus dem Kriegsgefangenenlager 5110/48 Woikowo entlassen und kehrte nach Westdeutschland zurück.

## Auszeichnungen
- Eisernes Kreuz (1914) II. und I. Klasse
- Ehrenkreuz des Weltkrieges mit Schwertern
- Wehrmacht-Dienstauszeichnung IV. bis I. Klasse

## Schriften
- Der Luftkrieg, Koehler Verlag, Berlin u. a. 1926.